# 1850 en littérature
| Années de la littérature : 1847 - 1848 - 1849 - 1850 - 1851 - 1852 - 1853    |
| Décennies de la littérature : 1820 - 1830 - 1840 - 1850 - 1860 - 1870 - 1880 |

Cet article présente les faits marquants de l'année 1850 en littérature.

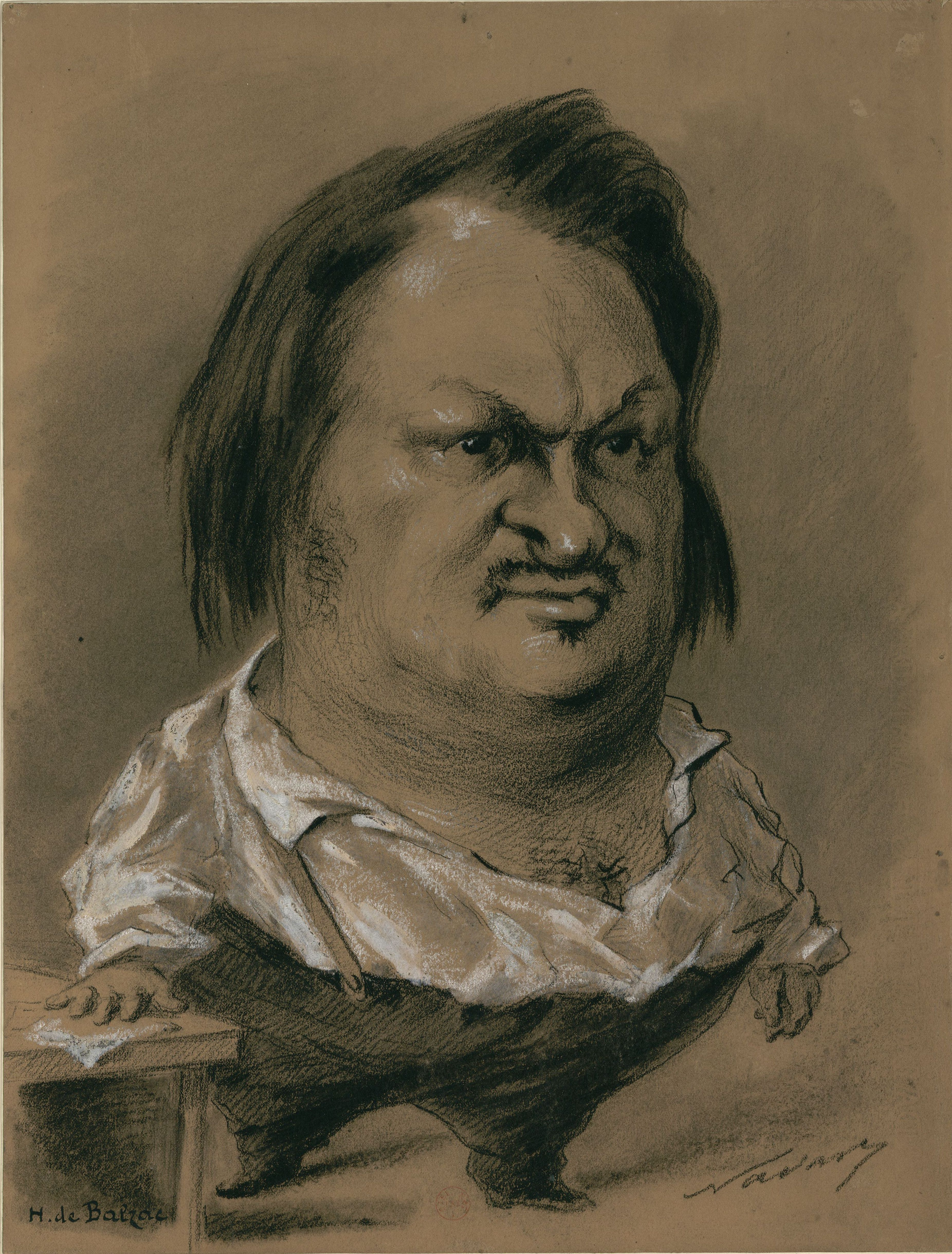
Balzac caricaturé par Nadar.

## Parutions

### Essais
- Frédéric Bastiat, La Loi.
- Auguste Romieu, L'Ère des Césars, éd. Ledoyen
- Alexandre Herzen, De l’autre rive et Sur le développement des idées révolutionnaire en Russie. Journaliste français exilé en 1847 pour ses idées radicales.
- Karl Marx, La lutte des classes en France. Trois articles sur la défaite de 1848 et sur le 13 juin.
- Daniel Stern, Histoire de la Révolution de 1848.

### Romans

#### Auteurs francophones
- Alexandre Dumas : La Tulipe noire.
- Paul Féval : La Fée des grèves.

#### Auteurs traduits
- Charles Dickens : David Copperfield.
- Tourgueniev : Le Journal d'un homme de trop et Un mois à la campagne.
- Nathaniel Hawthorne : La Lettre écarlate.

### Théâtre
- Alexandre Ostrovski : Entre soi, on s’arrange toujours.

## Principales naissances
- 8 février : Kate Chopin, écrivaine américaine († 22 août 1904).
- 5 août : Guy de Maupassant, écrivain français († 6 juillet 1893).
- 13 novembre : Robert Louis Stevenson, écrivain écossais († 3 décembre 1894).

## Principaux décès
- 20 janvier : Adam Gottlob Oehlenschläger, poète et dramaturge romantique danois (° 14 novembre 1779).
- 31 mars : Giuseppe Giusti, poète italien (° 12 mai 1809).
- 18 août : Honoré de Balzac, écrivain (° 20 mai 1799).